# Myriem Roussel
Myriem Roussel (Rabat, 26 dicembre 1961) è un'attrice francese.

## Biografia
Nata in Marocco, ha lavorato prevalentemente per il cinema francese; all'inizio della sua carriera è stata musa di Jean-Luc Godard, che l'ha voluta dapprima in Passion (1982), poi in Prénom Carmen (1983) e quindi nel controverso Je vous salue, Marie (1985), prima prova da protagonista per l'attrice. Nel 1987 Myriem Roussel ha ottenuto il ruolo principale in un'altra discussa pellicola, La monaca di Monza, per la regia di Luciano Odorisio.

## Filmografia parziale
- Passion, regia di Jean-Luc Godard (1982)
- Prénom Carmen, regia di Jean-Luc Godard (1983)
- Je vous salue, Marie, regia di Jean-Luc Godard (1985)
- La tristezza e la bellezza (Tristesse et beauté), regia di Joy Fleury (1985)
- Bleu comme l'enfer, regia di Yves Boisset (1986)
- La monaca di Monza, regia di Luciano Odorisio (1987)
- La trappola di Venere (Die Venusfalle), regia di Robert van Ackeren (1988)
- L'oeil qui ment, regia di Raúl Ruiz (1992)
- Storie di spie (Les Patriotes), regia di Éric Rochant (1994)
- Al piccolo Margherita (Au petit Marguery), regia di Laurent Bénégui (1995)
- Jeunes gens, regia di Pierre-Loup Rajot (1996)